# Kimberworth
Kimberworth är en ort i unparished area Rotherham, i distriktet Rotherham, i grevskapet South Yorkshire, i England. Kimberworth var en civil parish 1866–1894 när blev den en del av Rotherham och Wentworth. Civil parish hade 19 566 invånare år 1891. Byn nämndes i Domedagsboken (Domesday Book) år 1086, och kallades då Chibereworde.